# Peter Panum
 Der er flere personer med dette navn, se Peter Panum (1854-1935).
Peter Ludvig Panum (født 19. december 1820 i Rønne, død 2. maj 1885 i København) var en dansk læge og fysiolog. 
Han tog lægeeksamen i 1848, men arbejdede allerede som medicinsk student med de frygtede koleraepidemier. Han blev benådet med Ridderkorset for sin indsats under den store koleraepedemi i Bandholm på Lolland i 1850.
Han er endvidere kendt for sin forskning i sygdommen mæslinger i forbindelse med en epidemi på Færøerne. Fra 1853 var han professor i fysiologi i Kiel, inden han vendte tilbage til Københavns Universitet i 1864.
Panum Bygningen ved Københavns Universitet er opkaldt efter Panum. Foran Panum Bygningen på hjørnet af Blegdamsvej og Tagensvej står et monument over Niels Finsen af billedhuggeren Rudolph Tegner kaldet ”Mod Lyset”. Monumentet hviler på en solid gråsort sokkel af færøsk basalt. Panum havde som Niels Finsen, der var opvokset på Færøerne, en mindeværdig tilknytning til Færøerne. Historien om Panum og Færøerne skulle begynde med, at der i Fædrelandet den 17. juni 1846 blev trykt en meddelelse kaldet: ”Brev fra Færøerne”. Meddelelsen havde en alarmerende karakter omhandlede store vanskeligheder på Færøerne, da der over sommeren 1846 var udbrudt en heftig mæslingeepidemi. I et isoleret område, som Færøerne på det tidspunkt kunne siges at være, kunne selv simple børnesygdomme være skæbnesvangre. Det var således oftere sådanne sygdomme, der f.eks. udryddede de store befolkningsgrupper i Sydamerika end selve den fysiske invasion af europæerne. Man må dog her erindre, at det var europæerne, der bragte disse sygdomme rundt i verden. Færingerne kunne man ikke kalde en skrøbelig indianerstamme, men tilstandene var yderst alvorlige. 
Der blev truffet en hurtig afgørelse om at sende kvalificeret lægehjælp til Færøerne: ”Igaar ere tvende dygtige læger. Dhrr. Manicus og Panum, efter kgl. Foranstaltning, afreiste til Færøerne for at være til Hjælp under den Ulykke (Fædrelandet nr. 146, d. 23. juni 1846).
Både Panum og August Heinrich Manicus var unge og dygtige medicinere og på denne rejse udrettede de to unge læger store bedrifter. Foruden at behandle og redde en relativ stor procentdel af en lille befolknings liv skrev Panum sin mest berømte bog: ”Iagttagelser – under Mæslinge-Epidemien paa Færøerne i Aaret 1846” . Denne lille bog, der udkom i 1847, skrev den unge Panums navn ind i lægevidenskabens historie og gjorde ham verdensberømt i samtiden. Værket er ikke kun et vægtigt bidrag til dansk videnskabshistorie, men også yderst interessant som en kilde til forholdene på Færøerne i 1846, og ikke mindst er bogens færøske receptionshistorie interessant. 
Panum fremkommer med en lang række optegnelser over befolkningens almene sociale og mentale tilstand. Der findes derfor lange udredninger om boligforhold, kultur, levemåder, som han mente indvirkede på helsetilstanden på øerne. Panum var i disse beskrivelser meget ærlig og til tider også kritisk. Dette skulle give anledning til en meget speciel og hidsig kamp om Panums fremstilling af forholdene på Færøerne, da en række patriotiske eksilfæringer gik til angreb på ham. Denne kamp blev yderligere forstærket, da Edvard Erslev i værket: “Den Danske Stat” (1855-57) brugte Panums optegnelser som hovedkilde til afsnittet om Færøerne.  
Det som senere har vagt harme er Panums bemærkninger om kulturen, at denne: 
…vist ikke har naaet noget höjt Trin, og de sociale, Sindet opirrende Kollisioner ved de patriakalske Forhold, som der herske, forholdsvis ere saa faa. Men tvertimod, der er maaske neppe et Land, ja maaske ingen Hovedstad, hvor Sindssygdomme ere saa hyppige i Forhold til Folkemængden som paa Færøerne.
				(Panum, 1848, I: Jacobsen, s. 91, 1972)
Panum vurderede, at mindst en procent af den færøske befolkning er ”sindsvag”, og at der hos mange findes et ”stille religiøst Vanvid, hvor de Syge have Syner, og troe at leve i umiddelbart Samkvem med Aandeverdenen”.  Med udmeldinger som disse, blev Panum udsat for angreb af færinger og danske embedsmænd på Færøerne . Til at begynde med var der i 1847 otte anonyme og hadske artikler, som en del år senere i Illustreret Tidende i 1878 blev kaldt ” et literairt Overfald i et af vore Blade” (Jacobsen, 1972, s. 73).  I 1878 kan vi læse i Illustreret Tidende, om Panums indberetning som en “…særdeles usminket Beskrivelse, han her giver af Færingenes sociale og hygiejniske Forhold, skaffede ham imidlertid en del Ubehageligheder. Ikke blot blev han i den Anledning Gjenstand for et literairt Overfald i et af vore Blade, men nogle hyperpatriotiske Færinger truede end ogsaa den unge Forfatter med en corporlig Revselse” (Ibid. s. 73). Det står klart her, at disse ”hyperpatriotiske” færinger ikke er hvem som helst, men nok udgøres af en tidlig færøsk elite påvirket af nationalromantiske følelser over for Færøerne .    
At Panum var meget påvirket af disse skriverier, ved vi, idet han ville sagsøge disse skribenter for æreskrænkelse, men hans ven juristen og amtmanden på Færøerne Chr. Pløyen frarådede ham at gøre dette. Pløyen, der selv var en elsket og højt respekteret mand på Færøerne, skriver i et brev til Panum fra 1847, at han engang har sagt, at færinger er tilbøjelige til at stjæle fisk og tørv  med det resultat, at ”hele Befolkningen var rasende paa mig, skjøndt det maatte indrømmes mig, at jeg kun havde sagt Sandheden” (Pløyen fra Panums privatarkiv, Rigsarkivet: I: Jacobsen, 1972, s. 84). 
I et brev til Panum fra 1860 skriver Edvard Erslev, redaktør af værket: “Den Danske Stat” (1855-57), bl.a. om hele sagen: ”Forhaabentlig ville Færingerne være bleven lidt kurerede for deres taabelige Nationalsyge (…)” (Erslev. I: Jacobsen, 1972, s. 154).  
Panum Instituttet på Indre Nørrebro og Panumsvej i Valby ("Valby Vænge") er opkaldt efter Peter Ludvig Panum. Panumsgade i Bandholm er også opkaldt efter P. L. Panum.
Sønnen Peter Munk Rudolph Panum var tillige læge samt populærvidenskabelig forfatter.